# سالتش
longitudeسالتشlatitudeسالتش
سالتش (به انگلیسی: Saltash) یک منطقهٔ مسکونی در انگلستان است که در جنوب غربی انگلستان واقع شده‌است.

## خصوصیات
سالتش ۱۴٬۹۶۴ نفر جمعیت دارد.